# Trzej muszkieterowie (film 1986)
Trzej muszkieterowie (ang. The Three Musketeers) – australijski film animowany z 1986 roku wyprodukowany przez Burbank Films Australia. Animowana adaptacja powieści Alexandra Dumasa o tej samej nazwie.

## Obsada
- Ivar Kants jako D’Artagnan
- Noel Ferrier jako kardynał Richelieu
- Kate Fitzpatrick jako Milady
- Tina Bursill

## Wersja polska
Wersja wydana w serii Najpiękniejsze baśnie i legendy. Wersja wydana na DVD z angielskim dubbingiem i polskim lektorem.
- Dystrybucja: Vision